# Verkiezingen voor het Europees Parlement 2009/Kandidatenlijst/Partij voor Europese Politiek
Hieronder staat de kandidatenlijst van de Partij voor Europese Politiek voor de Europese Parlementsverkiezingen 2009.

## Kandidatenlijst
1. Nees Pellikaan
2. Meike Korpershoek
3. Jan-Leendert 't Lam
4. Tineke Weber
5. Erik-Jan Klijn

CDA · 
PvdA ·
VVD ·
GroenLinks ·
SP ·
CU-SGP ·
D66 ·
Newropeans ·
Europa Voordelig! & Duurzaam ·
Solidara ·
PvdD ·
Europese Klokkenluiders Partij ·
De Groenen ·
PVV ·
Liberaal Democratische Partij ·
Partij voor Europese Politiek ·
Libertas